# Gabino Teira
Gabino Teira Herrero (Torrelavega, 1885-ibidem, 1963) fue un político español, notable habitante de la ciudad de Torrelavega, en Cantabria. Entre sus hechos más importantes destaca la fundación, junto con otros colaboradores, de la Real Sociedad Gimnástica de Torrelavega. La biblioteca municipal de Torrelavega lleva su nombre.
Su hijo Manuel Teira fue el primer alcalde democrático de Torrelavega.

## Biografía
Gabino Teira fue una persona muy vinculada a la vida cultural de la ciudad de Torrelavega y de toda Cantabria, fue un profundo conocedor de la Historia, singularmente de la de América, tema que desarrolló en brillantes ciclos de conferencias. Fue presidente de Diputación Provincial de Santander entre 1933 y 1935, dando desde su cargo gran impulso a las cuestiones culturales: inició el museo de Prehistoria de Santander y concedió numerosas becas a artistas.
Con otras personalidades de la vida local creó la Biblioteca Popular de Torrelavega que hoy lleva su nombre.

## La Sociedad Gimnástica
El 28 de septiembre de 1907, Gabino Teira convocó en el teatro Hoyos a un buen número de vecinos y aficionados al deporte, no sólo al fútbol sino también aficionados al pedestrismo, jugadores de bolos, lanzadores de disco, ciclistas y toda clase de atletas de la ciudad. Del acta que se levantaría de aquella reunión surgiría la Sociedad Gimnástica de Torrelavega, con 70 socios en un principio y cuyo primer presidente fue el propio Teira. La nueva sociedad daría una salida satisfactoria a la necesidad de crear unas infraestructuras para el desarrollo del deporte en la ciudad como el estadio de El Malecón o el gimnasio de la calle Joaquín Hoyos que daría a la sociedad el nombre de «Gimnástica».
Entre las actividades que la agrupación deportiva desarrollaba destacaban la lucha, el tiro, patinaje, pelota, atletismo, bolos (resultó ser pieza clave en la creación de la Federación Montañesa de Bolos), ciclismo y fútbol.
A día de hoy en la Real Sociedad Gimnástica de Torrelavega sólo se conserva el deporte del fútbol y es la sociedad deportiva más antigua de la comunidad.
- Datos: Q5873131